# Ascó
Ascó és una vila i municipi de la comarca de la Ribera d'Ebre.

## Símbols
L'escut oficial d'Ascó té escut caironat de gules, un castell de sable tancat d'argent sobremuntat d'una creu de Malta (d'argent). Per timbre una corona mural de vila. Va ser aprovat el 6 d'agost de 1985. S'hi representa el castell de la vila, que fou el centre d'una comanda templera des del segle xii, la qual, arran de la dissolució de l'Orde del Temple (1312), va passar als cavallers hospitalers de Sant Joan de Jerusalem, simbolitzats per la creu de Malta.

## Particularitats
Ascó se situa a la riba dreta del riu Ebre. El poble té 1.695 habitants (2016), que són coneguts amb el malnom de roba-rucs als pobles del voltant.
De tradició agrícola, els habitants d'Ascó han vist revolucionat el seu mode de vida a partir de la dècada del 1980, arran de la construcció i explotació de dues centrals nuclears en el seu terme. Aquest fet suposà l'arribada de molta gent i el rejoveniment de la població. Tanmateix, des de la posada en funcionament dels reactors nuclears, la seva població ha anat disminuint, reduint-se fins als 1.600 habitants actuals.
Tot i que era vigent una resolució del Parlament de Catalunya que Rebutja la possible instal·lació d'un magatzem temporal centralitzat per a residus nuclears a les comarques de la Ribera d'Ebre, la Terra Alta i el Baix Camp i, per extensió, a tot el territori de Catalunya, l'ajuntament va aprovar presentar candidatura per acollir un Cementiri Nuclear el gener de 2010, i en març de 2010, el Parlament va demanar que desestimi de manera definitiva la ubicació del magatzem temporal centralitzat (MTC) de residus nuclears en qualsevol terme municipal de Catalunya.

## Geografia
- Llista de topònims d'Ascó (Orografia: muntanyes, serres, collades, indrets..; hidrografia: rius, fonts...; edificis: cases, masies, esglésies, etc).

### Muntanyes
- Pic de l'Àguila (491,8 m.[4]) 41° 8′ 23.6″ N, 0° 36′ 7.893″ E / 41.139889°N,0.60219250°E
- Tossal d'Amadeo (223,3 m.[4]) 41° 11′ 48.45″ N, 0° 31′ 7.513″ E / 41.1967917°N,0.51875361°E
- Tossal d'Andisc (128,7 m.[5]) 41° 12′ 16.26″ N, 0° 33′ 40.16″ E / 41.2045167°N,0.5611556°E
- Tossal del Forrellat (217,5 m.)[4] 41° 11′ 51.11″ N, 0° 31′ 0.162″ E / 41.1975306°N,0.51671167°E
- La Pila (228,3 m.[4]) 41° 11′ 2.355″ N, 0° 31′ 59.42″ E / 41.18398750°N,0.5331722°E

## Demografia

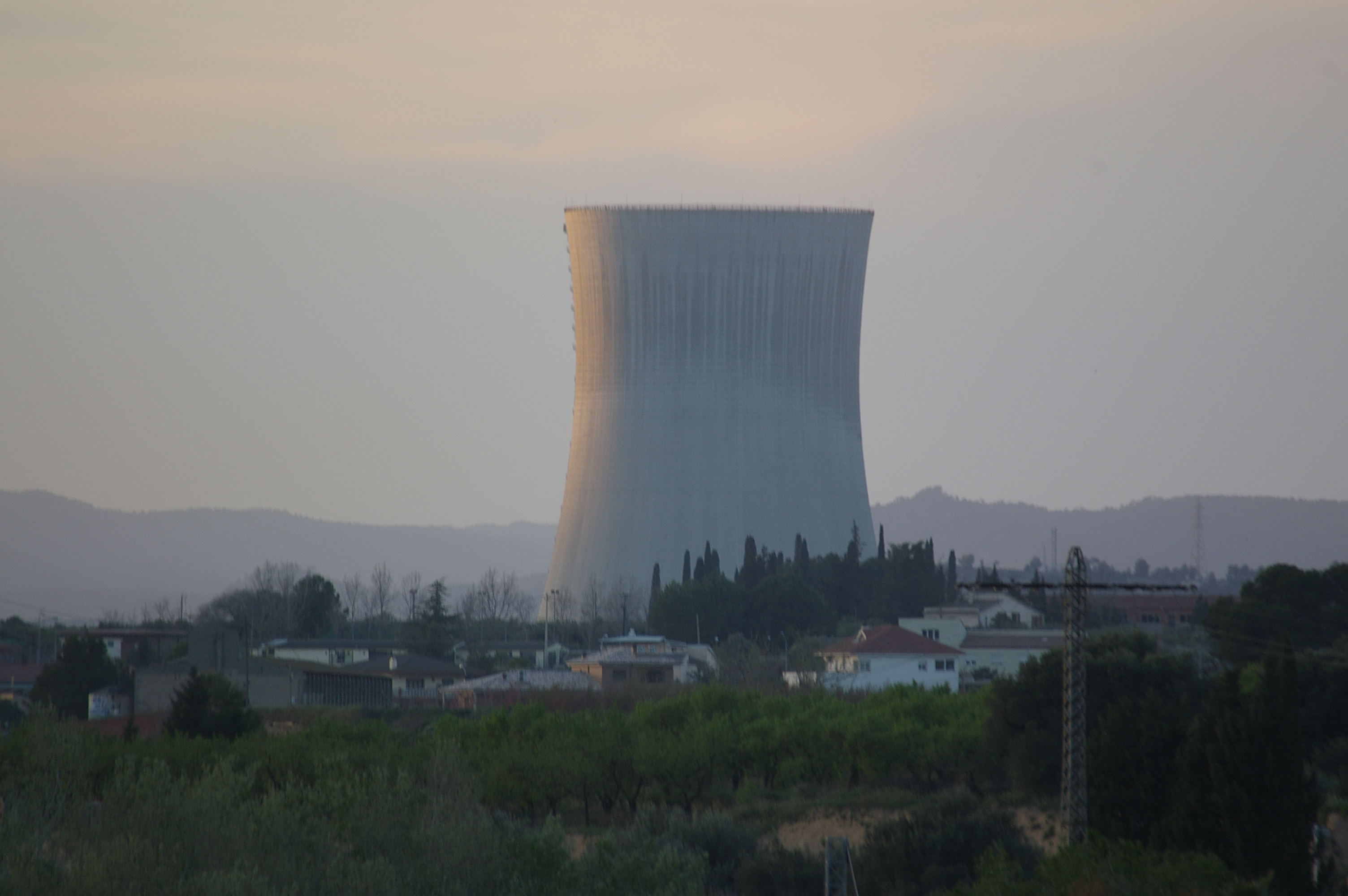
Torre de refrigeració de la central nuclear d'Ascó

| 1497 f | 1515 f | 1553 f | 1717 | 1787 | 1857  | 1877  | 1887  | 1900  | 1910  |
| ------ | ------ | ------ | ---- | ---- | ----- | ----- | ----- | ----- | ----- |
| 165    | 164    | 158    | 530  | -    | 2.419 | 2.332 | 2.397 | 2.499 | 2.248 |

| 1920  | 1930  | 1940  | 1950  | 1960  | 1970  | 1981  | 1990  | 1992  | 1994  |
| ----- | ----- | ----- | ----- | ----- | ----- | ----- | ----- | ----- | ----- |
| 2.540 | 2.422 | 1.953 | 1.885 | 1.862 | 1.630 | 2.038 | 1.781 | 1.723 | 1.723 |

| 1996  | 1998  | 2000  | 2002  | 2004  | 2006  | 2008  | 2010  | 2012  | 2014  |
| ----- | ----- | ----- | ----- | ----- | ----- | ----- | ----- | ----- | ----- |
| 1.714 | 1.711 | 1.707 | 1.657 | 1.629 | 1.602 | 1.601 | 1.634 | 1.680 | 1.654 |

| 2016  | 2018  | 2020  | 2022  | 2024  | 2026 | 2028 | 2030 | 2032 | 2034 |
| ----- | ----- | ----- | ----- | ----- | ---- | ---- | ---- | ---- | ---- |
| 1.695 | 1.674 | 1.644 | 1.601 | 1.608 | -    | -    | -    | -    | -    |

## Política

### Eleccions al Parlament de Catalunya del 2012
| Candidatura | Candidatura   | Cap de llista          | Vots | Regidors | % vots |
| ----------- | ------------- | ---------------------- | ---- | -------- | ------ |
|             | CiU           | Artur Mas              | 379  |          | 43,16  |
|             | ERC           | Oriol Junqueras        | 165  |          | 18,79  |
|             | PSC           | Pere Navarro           | 103  |          | 11,73  |
|             | PPC           | Alicia Sánchez-Camacho | 96   |          | 10,93  |
|             | ICV-EUiA      | Joan Herrera           | 35   |          | 3,98   |
|             | C's           | Albert Rivera          | 30   |          | 3,41   |
|             | CUP           | David Fernández        | 26   |          | 2,96   |
|             | Vots en blanc |                        | 9    |          | 1      |
|             | Altres        |                        | 35   |          | 6,95   |
| Total       | Total         | 900                    | 900  |          | 66,67  |

### Eleccions municipals
Nombre de regidors per partit
| Junts | -      | -      | - | - | - | -  | -      | - | - | - | 0      | 0  |
| PSC | -      | 0      | 1 | - | - | -  | -      | 1 | 1 | - | 1      | 3  |
| PP | -      | -      | - | 2 | 1 | 0  | -      | - | 0 | - | -      | -  |
| ERC | 1      | -      | - | - | - | -  | -      | - | - | 1 | 3      | 2  |
| ECP | -      | -      | 2 | - | - | -  | -      | - | - | - | -      | -  |
| Id'A - FIC | -      | -      | - | - | 4 | 3  | 4      | 4 | 4 | 4 | 1      | -  |
| CiU | 2      | -      | 6 | 7 | 4 | 4  | 2      | 4 | 4 | 4 | -      | -  |
| UCD | 2      | -      | - | - | - | -  | -      | - | - | - | -      | -  |
| Altres | 5a; 1b | 7c; 4d | - | - | - | 2e | 2f; 1e | - | - | - | 3g; 1h | 4g |
| Total | 11     | 11     | 9 | 9 | 9 | 9  | 9      | 9 | 9 | 9 | 9      | 9  |
| a Defensa Popular; b AE Asconia; c Grup Independent Unitat d'Ascó; d Unió de Progrés Municipal; e Unió Municipal d'Ascó; f Alternativa per Ascó; g Per tu; h Arrelem; |        |        |   |   |   |    |        |   |   |   |        |    |

En les primeres eleccions democràtiques després del Franquisme, la llista encapçalada pel sastre -Joan Carranza i Balsebre- i el mossèn del poble -Mn Miquel Redorat-, "Defensa Popular" va poder assolir la batlia. Després aquesta s'ha anat repartint entre les llistes independents i CiU.
Del 2007 al 2015, CIU hi governà en coalició amb el PSC. La legislatura del 2015 al 2019 estigué governada per IA-FIC en coalició amb ERC, tot i que a final de legislatura el regidor d'ERC cessá en el partit i continuá com a regidor no adscrit. El 2019 fou un any de canvi i de participació en llistes. Fins a 6 llistes electorals es presentaren a les eleccions, tot i que només 5 obtingueren representació al ple municipal i una nova força municipal accedí a l'alcaldia en coalició amb ERC: PerTu (XTu). Aquest mateix grup municipal va mantenir l'alcaldia la legislatura següent, en què es va configurar un govern d'unitat, amb la participació a govern de totes les forces municipals amb representació.

## Llocs d'interès
- Castell d'Ascó
- Centre històric d'Ascó
- Ca Pere-sans
- Església de Sant Joan Baptista

## Personalitats lligades a Ascó
- Sant Pere Sans i Jordà, bisbe i màrtir a la Xina al segle xviii.
- Josep Maria Brull i Pagès, escultor i mestre (1907-1995).
- Carmel Biarnés, humanista (1928 - 1992).
- Andreu Carranza i Font, escriptor (n. 1957).
- Sònia Franquet i Calvente, tiradora olímpica (n. 1980).
- Judith Sans Serra, jugadora d'handbol (n. 1994).

## Entitats
- Futbol Club Ascó[9]